# 久徳重盛
久徳 重盛（きゅうとく しげもり、1924年6月14日 - 2002年8月11日）は日本の小児科・精神科医師、医事評論家。
名古屋大学講師、愛知医科大学教授を経て久徳クリニック院長を勤め、人間形成医学研究所長も務めた。「母原病」という言葉を同名著書によって広めたとされる。

## 来歴
1924年（大正13年）6月14日、愛知県名古屋市に生まれる（出身地を大阪府高槻市とする文献もある）。1949年（昭和24年）、名古屋大学医学部卒業。1950年（昭和25年）、名古屋大学小児科学教室入局。1951年（昭和26年）、名古屋第一赤十字病院小児科勤務。1955年、名古屋大学に復帰、1959年（昭和34年）、名古屋大学医学部附属病院分院小児科長。同年、医学博士（名古屋大学）。1960年（昭和35年）、名古屋大学医学部小児学科学講座講師。1972年（昭和47年）7月1日、愛知医科大学小児科学教授に就任、1979年（昭和54年）8月31日退職。
1979年、名古屋市名東区に久徳クリニックを開設し、院長を勤める。専門は重症ぜんそく、心身症、育児学。
2002年8月11日、呼吸不全のため死去。

## 著作
- 『喘息の治療と心理』内山道明と共著 誠信書房、1964年9月。
- 『小児の気管支喘息』金原出版、1970年。
- 『育児書を読むまえに : 現代育児の盲点』黎明書房、1971年。
- 『育児の秘訣 : こうれすればあなたも上手になれる!』潮出版社、1975年2月。
- 『気管支ぜんそく : その原因と総合根本療法』東山書房、1975年。
- 『現代っ子と文明病』第三文明社、1975年。
- 『こうすればなおる現代っ子の病気』全7巻 第三文明社、1976年 - 1978年。
- 『自信がつく育児 : お母さんは名医です』潮出版社、1977年5月。
- 『胎教の知恵 : 生れてからでは遅すぎる』潮文社、1977年。
- 『自分で治せるぜんそく根治療法』マイヘルス社、1978年12月。改訂版、マキノ出版、2000年6月。 ISBN 4-8376-1129-X
- 『母原病』正・続・続々 教育研究社→サンマーク出版、1979年 - 1981年。新装版、1984年。文庫、1991年 - 1992年。
- 『赤ちゃんはママの心音で泣きやむ』潮出版社、1980年6月。
- 『母原病を防ぐための10則』サンマーク出版、1982年11月。 ISBN 4-7631-7603-X
- 『お母さんがこわい : そして家庭は崩壊する』光文社〈カッパ・ブックス〉、1983年1月。 ISBN 4-334-00402-4
- 『母原病は治せる!』第三文明社、1983年4月。 ISBN 4-476-03104-8
- 『病める現代と育児崩壊 : ドクター久徳の子育て論』中央法規出版、1984年2月。 ISBN 4-8058-0225-1
- 『直感育児法』中央法規出版、1984年12月。 ISBN 4-8058-0299-5
- 『まんがでわかる母原病』西崎正画 廣済堂出版、1985年9月。
- 『「ひとりっ子」の育て方』PHP研究所、1985年11月。 ISBN 4-569-21653-6
- 『愛欠症候群』海越出版社、1986年7月。 ISBN 4-906203-38-8
- 『決定版!ぜんそく根治最短コース : ぜんそく征服宣言』海越出版社、1986年7月。 ISBN 4-906203-36-1
- 『新・母原病 : 親子関係に悩むすべての人のために』サンマーク出版、1990年7月。 ISBN 4-7631-8978-6 文庫、1993年4月。 ISBN 4-7631-8251-X
- 『「母原病」の陰に「父原病」あり : 今こそ、父親がしなければならない育て方・躾け方のポイント』大和出版、1993年5月。 ISBN 4-8047-1246-1
- 『人間形成障害病』健友館、1997年2月。 ISBN 4-7737-0362-8
- 『思春期の心がこわれる瞬間 : 親だからできる「久徳式」生命の教育』大和出版、1997年10月。 ISBN 4-8047-6051-2
- 『父原病 : 父性なき父親が、子どもを歪ませる』大和出版、1997年10月。 ISBN 4-8047-6052-0
- 『親を愛せない子どもたち : 少年・少女の心理がわかる本』大和出版、1998年1月。 ISBN 4-8047-6053-9
- 『ドクター久徳の子育て勉強会 : これだけのことを知っていれば賢い子育てができます。』致知出版社、2001年8月。 ISBN 4-88474-607-4

## 受賞歴
- 東海学術奨励賞 - 1963年[4]